# Tolga Bat Hospital
Tolga Bat Hospital est un hôpital établit par Jenny Maclean afin de pallier l'évolution décroissante des chauve-souris sur le plateau d'Atherton, dans le Nord du Queensland, Australie.
Le site est consacré à un centre de sauvetage et de soins pour les chiroptères.
Jenny Maclean, sa fondatrice décide d'en faire le combat de sa vie en 2005, bien qu'elle les soigne depuis 20 ans.

## Contexte
Le pteropus conspicillatus (aussi communément appelé « renard volant à lunettes ») est une espèce de chauve-souris vivant au Queensland en Australie et en Nouvelle-Guinée, est une espèce protégée en grave déclin dans le Queensland, ; particulièrement les femelles.
Le gouvernement a interdit la chasse aux chiroptères, et malgré tout elles déclinent, ceci étant en partie dû à un parasite (une tique) qui paralyse les chauves-souris qui tombent des arbres par centaines. La cohabitation avec l'homme favorise aussi cette décroissance, les roussettes se trouvant emmêlées dans les fils de barbelés des champs et les lignes électriques, prises dans des mailles de filets etc. par exemple.
Dans ces conditions, blessées (Jenny recueille souvent des chiroptères ayant les ailes endommagées) et ne pouvant plus voler, elles sont soignées à l’hôpital qui leur est dédié.

## Missions de l’hôpital
L’hôpital a pour vocation de sauver ces animaux en danger et blessés ou malades, et de les soigner. Il participe à la réadaptation et la remise en liberté de centaines de chauves-souris chaque année, au sein de leur habitat naturel.
Il est aussi un sanctuaire pour les animaux trop blessés, et pour qui revenir à l'état sauvage serait un arrêt de mort par les prédateurs. Dans son rôle pédagogique, l'hôpital invite les écoles et sert de centre pour les visiteurs. Enfin, il facilite la recherche sur des chiroptères pour diverses universités et organismes gouvernementaux.
Plus généralement, il vise à améliorer la perception et la compréhension du public des chauves-souris. L'équipe de Jenny traite environ 1200 chiroptères chaque année.
L’hôpital recrute de 4 à 10 personnes annuellement, sur le principe du wwoofing (bénévolat). Les postulants sont invités à s'occuper de ces animaux.

## Galerie

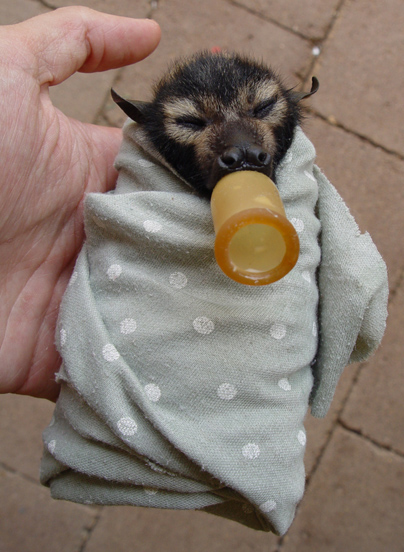
Bébé chauve-souris (famille des pteropus conspicillatus) à l'hôpital de Tolga Bat.
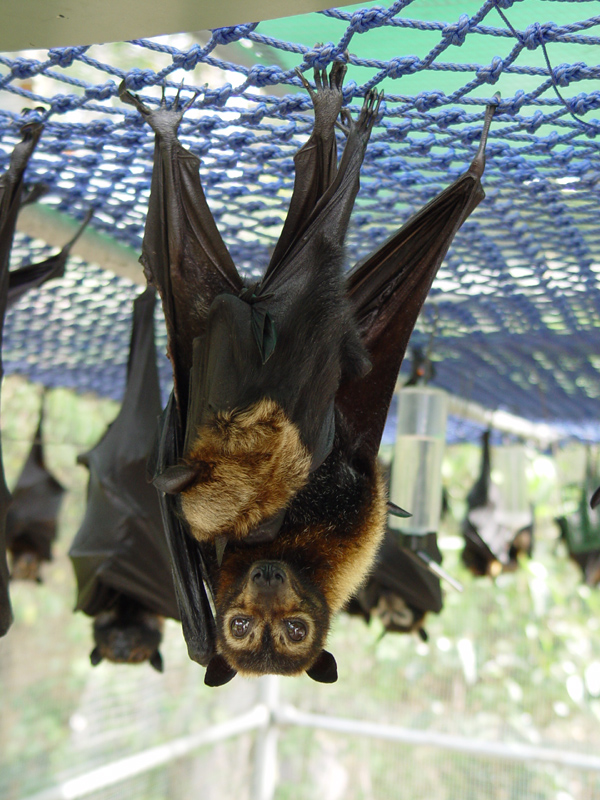
Roussette - Pteropus conspicillatus avec son bébé.
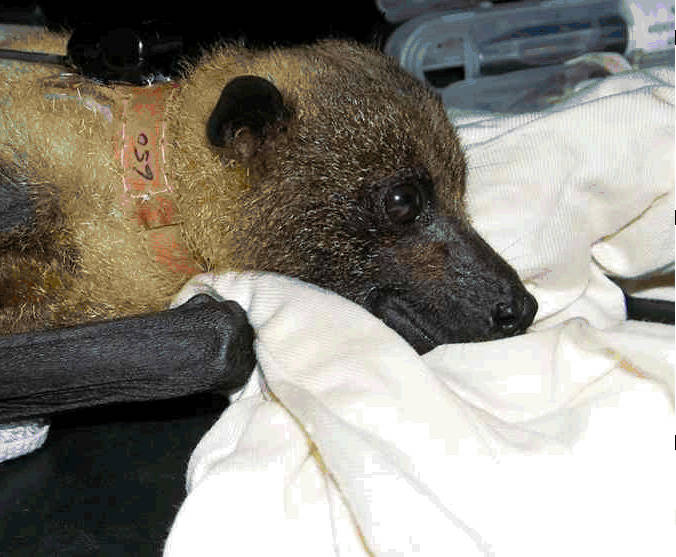
Animal se faisant soigner.

## Autres faits
La plupart des pensionnaires à long terme (qui ne peuvent plus être relâchés dans la nature) le sont à cause de l’être humain, et principalement des barbelés dans lesquels les chauve-souris se prennent et qui causent des dommages irréversibles à leurs ailes. Les lignes électriques sont aussi un facteur majeur.